# Rede SomZoom Sat
Rede SomZoom Sat é uma rede de rádios brasileira sediada em Fortaleza, capital do estado do Ceará. Pertence ao Grupo SomZoom, conglomerado da área de empresas de bandas e eventos, que opera as frequências junto ao Sistema Ceará Agora de Comunicação. Teve seu início a partir do arrendamento da então Capital FM de Fortaleza pelo empresário Emanuel Gurgel, em 1º de junho de 1997. Entre o fim da década de 1990 e o início da década de 2000, a rede ganhou notoriedade ao ter sua programação veiculada por afiliadas de vários estados através de sua retransmissão nacional via satélite, sendo a primeira da região Nordeste a usufruir desse sistema. Posteriormente a rede começa a entrar em declínio, perdendo audiência, afiliadas e locutores de destaque, e se restringindo ao Ceará.

## História

### Antecedentes
Antes de lançar a rádio, em 1996, Emanuel Gurgel arrendou a Casablanca FM, uma estação voltada para o público de classe alta que curtia o estilo adulto-contemporâneo, e ocupou toda a sua grade com canções de suas bandas de forró eletrônico, bem como a transmissão de shows e divulgação de agenda das mesmas. A grade de programação não tinha espaço para intervalos comerciais, o que acabou não trazendo retorno comercial e encerrando a parceria em 1997. Todos os locutores que trabalhavam na emissora seguiram com Gurgel para iniciar um novo projeto em outra estação.
Até a entrada da rede no ar, o Grupo SomZoom tentou obter uma concessão própria, mas devido a questões políticas, nunca conseguiu e posteriormente não demonstrou mais interesse em novos pedidos.

### Década de 1990
A Rádio SomZoom Sat entrou no ar em 1º de junho de 1997 com o arrendamento da concessão da Capital FM, pertencente ao Grupo Cidade de Comunicação em Fortaleza, para divulgação da programação dos shows e bandas de forró. A rede funciona apenas como uma produtora de conteúdos, que transmite sua programação feita em estúdio na própria sede e não tem concessão de rádio. Exatamente 1 mês após o arrendamento, a rádio passa a se tornar uma emissora de rede, através da transmissão por sinal de via satélite com sinal codificado no Brasil Sat 1, transmitindo para todo o Brasil e a América Latina. Em seguida, ganhou a primeira afiliada, a Tropical FM, gerenciada por outro empresário de forró, Assis Monteiro. Posteriormente adquire afiliação com a Rádio 100, ambas cobrindo toda a Grande Fortaleza e norte do Ceará. As duas emissoras não transmitiam toda a programação da rede, pois tinham seus programas próprios e comerciais.
No decorrer do ano, a rede ganhou as primeiras afiliadas no Ceará, nas cidades de Quixadá, Aracati, Juazeiro do Norte, Baturité, Iguatu, Sobral, Barro, Limoeiro do Norte, Morada Nova e Santa Quitéria. As 10 rádios cearenses cobriam todo o Ceará e as transmissões (principalmente de AMs) eram captadas nos Estados vizinhos do Piauí, Rio Grande do Norte, Paraíba e Pernambuco.
Entre agosto a dezembro, com a popularização da SomZoom Sat, outras emissoras de estados vizinhos do Ceará se interessaram em transmitir a nova rede; até então, elas eram afiliadas de outras redes de rádios ou simplesmente eram emissoras locais. A rede ganhou as primeiras afiliadas fora do Ceará, nos estados de Pernambuco (Recife, Caruaru, Pesqueira, Palmares, Timbaúba, e Belém de São Francisco), Rio Grande do Norte (Natal, Mossoró, Caicó, Ceará-Mirim, Currais Novos, Macau, Nova Cruz, Pau dos Ferros, São Miguel e Santo Antônio), Alagoas (Maceió, São Miguel, Arapiraca, Santana do Ipanema, Palmeira dos Índios, União dos Palmares e Penedo), Paraíba (João Pessoa, Patos, Piancó, Serra Branca, Pombal, Souza, Cajazeiras e Sumé), Bahia (Ipirá, Alagoinhas, e Mata de São João), o município de João Lisboa, no Maranhão, e as capitais de São Paulo e Rio de Janeiro.
O ano de 1998 começa com 51 afiliadas. No decorrer do ano, a rede chegava a novas cidades da Região Nordeste, através dos contratos de afiliações feitos meses antes, nas cidades de Carmópolis, em Sergipe; São Luís e Pinheiro, no Maranhão; e Teresina, no Piauí.
O ano de 1999 começa com 55 afiliadas. Nesse ano, a rede então restrita apenas à Região Nordeste e às cidades do Rio de Janeiro e São Paulo, começou a se expandir para as regiões Sudeste e Norte, conquistando novas emissoras fora da Região Nordeste.

### Década de 2000

#### Auge
O ano de 2000 começa com 98 afiliadas. A rede passa a ser disponibilizada através do canal 102 da TV por assinatura Tecsat para um público estimado em 100 mil assinantes. A rede começa os 2 anos de auge, liderando a audiência nas cidades e regiões captadas pelas afiliadas, chegando a ter mais de 100 afiliadas no final de 2000. Em Fortaleza, a rede perde a Rádio 100 e com isso, sobram duas rádios transmitindo a rede na mesma cidade e região metropolitana: Capital FM e Tropical FM.
Em 1º de junho de 2000, a rede perde a São Luís FM de São Luís, que troca a SomZoom Sat pela Jovem Pan FM. Apesar dos avisos de mudança de rede veiculados um mês antes nos intervalos da emissora, a decisão de trocar de rede gera inúmeras reclamações dos ouvintes (em telefonemas para a ex-afiliada) e até de anunciantes. Em protesto, os ouvintes e anunciantes não aceitam a mudança de rede, migram para outras rádios rivais e deixam a São Luís FM sem os principais anunciantes e com umas das mais baixas audiências da história (a emissora chegou ser a última colocada). Outros ouvintes de São Luís e região onde a rádio era captada passaram a procurar e achar os sinais de outras rádios maranhenses que transmitiam a rede (entre elas, a Pericumã FM 105,1 de Pinheiro e a Cidade de Vitória AM 850 de Vitória do Mearim), apesar das recepções precárias. Essa situação permaneceu até agosto do mesmo ano, quando a rede volta com afiliação da Mais FM de São José de Ribamar, cidade vizinha do município de São Luís, que logo lidera a audiência.
O ano de 2001 começa com 103 afiliadas, incluindo a frequência paralela da Rádio Anhanguera de Araguaína. Nesse ano, o número de afiliadas recuou pela primeira vez desde 1997, passando de 95 (em setembro de 2000) para 73 emissoras (em abril de 2002). Em Fortaleza, a rede perde a Tropical FM, continuando com o arrendamento da Capital FM. Ainda nesse ano, a Rádio Anhanguera de Araguaína muda seu canal secundário dos 4930 kHz em Onda Tropical para 4905 kHz, como parte do plano de distribuição de canais da Anatel.

#### Declínio
O ano de 2002 começa com 75 afiliadas. Com o surgimento da Rede Estação Sat, antiga afiliada localizada em Recife, a Rede SomZoom Sat ganha uma nova concorrente que viria a se tornar sua principal adversária no Nordeste, fazendo diversos investimentos. A Rede Estação Sat passou a contratar novos locutores e inclusive a fornecer melhores condições que a rede rival, que não conseguiu manter o elenco desde 1997 e perdeu comunicadores importantes.
No final de maio, sem aviso prévio aos ouvintes, o apresentador Mução deixou o comando do programa Só Forró, sendo substituído por Bodão. Informações da época mostravam que a saída de Mução se deu devido a uma oferta vantajosa da Estação Sat. No entanto, o novo apresentador do Só Forró foi duramente criticado por muitos ouvintes, devido ao nome e tom de fala praticamente igual ao do antigo locutor. Wanda Maia, única locutora da rede e apresentadora do programa Sintonia, também foi para a Estação Sat. Após a saída de Wanda Maia, o Sintonia passa ser apresentado por Márcia Santos.
A saída de locutores conhecidos resulta na queda na audiência e o início do declínio da Rede SomZoom Sat. A Estação Sat, além de investir junto à programação, também passou a retransmitir seus conteúdos para mais afiliadas em diversos estados do país, inclusive as que antes mantinham contratos com a Somzoom Sat. No mesmo ano, o número de afiliadas recuou pelo segundo ano seguido, passando de 73 para 61 emisso
ras:
O ano de 2003 começa com 68 afiliadas. Houve pouca alteração nas afiliações, mas a rede perdeu a Mais FM de São José de Ribamar, que decidiu virar emissora independente depois de fazer contratações de locutores locais conhecidos em emissoras rivais. Inicialmente, chega a perder audiência sem a rede, para depois passar a disputar audiência.
O ano de 2004 começa com 70 afiliadas. Em Fortaleza, depois de 7 anos de arrendamento, o Grupo Cidade desfaz o arrendamento da Capital FM e lança a Rádio Liderança FM, deixando a região metropolitana da cidade sem sinal da rede. Em 2005, a rede conta com 68 afiliadas, duas a menos que no ano anterior, das quais 32 eram AMs, 35 FMs e 1 OT. No mesmo ano, o número de afiliadas voltou a recuar pelo segundo ano seguido.
O ano de 2006 começa com 46 afiliadas, 22 a menos do que no ano anterior, com 19 AMs e 27 FMs em 12 Estados. A SomZoom Sat, que em 2005 chegou a ter 68 afiliadas em 14 Estados e diminuiu para 46 em 2006, perdeu quase todas as afiliadas em 11 estados. Em março de 2007, assume as emissoras que eram afiliadas à Transamérica Hits, administradas pelo Sistema Ceará Agora de Comunicação. No mesmo ano, também em parceria com o Sistema Ceará Agora, estreia o radiojornal Alerta Geral. A rede havia iniciado o ano com 18 afiliadas, 28 a menos que no ano anterior, sendo 3 AMs e 15 FMs em 4 Estados.
O ano de 2008 começa com 13 afiliadas, 5 a menos que no ano anterior, com 1 AM e 11 FMs no Ceará. Em 26 de março de 2008, problemas na transmissão do satélite tiraram a rede do ar durante a tarde. Técnicos da rede fizeram reparos à noite e somente na manhã de 27 de março a transmissão voltou ao normal. Durante o tempo em que a rede esteve fora do ar, as afiliadas geraram programação própria, o que levou a rede a receber inúmeros telefonemas e e-mails dos ouvintes questionando sobre a saída da rede do ar.
No mesmo ano, na tentativa de reverter as perdas de afiliadas, a SomZoom Sat passou a anunciar em seu site uma busca por novas afiliadas em vários lugares do Brasil, e acabou com os arrendamentos às emissoras como forma de manutenção da transmissão da rede.

### Década de 2010
No início de 2010, a repetidora da SomZoom Sat em Fortaleza sai do ar na frequência FM 90,7 MHz. Com isso, Fortaleza e municípios vizinhos da cidade passam a receber a Somzoom apenas na frequência FM 93,5 MHz, concessionada para o município de Pindoretama. No lugar da antiga repetidor-afiliada, entra no ar a Expresso FM, ligada ao Sindicato das Empresas de Ônibus do Estado do Ceará (Sindiônibus). Posteriormente, perdeu a concessão em Pindoretama para a Fortaleza FM, da Câmara Municipal de Fortaleza. A rede começa o ano de 2011 com novas afiliadas fora do Ceará, com mais duas afiliadas e a volta da rede no Estado de Pernambuco. A rede não tinha presença na região desde 2006, quando todas as afiliadas no Estado deixaram a SomZoom e as novas rádios já transmitiam a rede quando tinham os antigos nomes. A nova expansão reforça a promessa da rede de buscar novas afiliadas desde 2008.
Em janeiro de 2011, logo após a saída do famoso locutor e compositor Lobão, a emissora faz uma grande jogada de marketing e contrata o apresentador televisivo de programa de forró Bezerrão, que apresenta o programa Só Forró nos fins de tarde da emissora. Em março de 2011, o locutor e empresário Carlos Nassa, conhecido como "Lourão", volta a fazer parte da programação da emissora após ter se afastado por dois anos. O mesmo é bastante conhecido no meio forrozeiro, devido a seu trabalho como locutor e apresentador de shows. No final de abril de 2011, a rede fecha parceria com o padre Reginaldo Manzotti, e passa a transmitir de segunda a sexta o programa Experiência de Deus.
No dia 1º de abril de 2012, a SomZoom Sat Sobral deixa de ser transmitida na frequência FM 105,1 MHz e passa para frequência FM 91,3 MHz no lugar da Jovem Pan FM Sobral, que era afiliada à Jovem Pan FM. Em 20 de abril de 2013, a SomZoom Sat volta a ser transmitida em Fortaleza na frequência FM 104,3 MHz, substituindo a FM Ministério Canaã. No mesmo ano, é inaugurada a SomZoom Sat Santa Quitéria, sintonizada pela frequência 97.3 FM.
Em abril de 2013, a SomZoom volta a promover festas e transmiti-las ao vivo pela rádio juntamente com a FM 92 de Fortaleza diretamente da Casa de Forró, casa de shows que pertence à SomZoom. Essa parceria marcou a retomada da parceria da SomZoom com a antiga Tropical FM. Isso durou até o fim da emissora, que foi extinta e substituída pela Beach Park FM.
Por conta da estreia da Feliz FM em Fortaleza, a Expresso FM precisou migrar de frequência e fechou parceria com a SomZoom Sat, onde ambas realizaram uma fusão de marcas, passando a operar em conjunto como Expresso SomZoom Sat em 1º de abril de 2014. Posteriormente, a emissora divulgou que sua audiência média, já com a nova parceria, tinha uma média de 270 mil ouvintes por minuto somente nos coletivos da capital. Com a parceria, estreiam novos programas na rádio e locutores.
A parceria dura até 31 de dezembro de 2016 e, no dia seguinte, a Expresso FM volta a operar com programação própria. Programas que eram transmitidos na parceria ficam na Expresso, e outros que foram extintos por conta da mesma retornam ao ar. Até o fim de 2016, em seus intervalos, a então Expresso Somzoom Sat exibia as cotas de propaganda em rede nacional; boa parte delas eram educativas e vinculadas ao poder público, bem como suas cotas locais e eventos promovidos pelo grupo. Todas as afiliadas, incluindo a do Cariri, exibiam o programa do Lobão. Porém, desde que se encerrou a parceria com o Sindiônibus e a programação de rede passou a ser exibida apenas pela internet, as propagandas, majoritariamente compostas de empresas do grupo Somzoom, como os briquetes Mastruz com Leite e a Gurgel Malhas (incluindo os de serviço público) deixaram de ser exibidas em algumas afiliadas, com o intervalo sendo inteiramente preenchido por cotas locais - em detrimento das empresas que fecharam contratos nacionais ou regionais de publicidade. Em outras afiliadas, parte do intervalo comercial gerado de Fortaleza é executado em eventuais ocasiões.
Em 2017, a Somzoom Cariri passa por repentinas mudanças e apresenta novidades em sua programação, dentre elas a reformulação de algumas atrações, a estreia de programas jornalísticos, esportivos e de uma versão local do Só Forró, a realização de promoções e a participação em eventos regionais como o Expocrato. Ainda neste ano, a programação da SomZoom Sat Cariri é alterada novamente. O Jornal Grande Cariri passa a ser apresentado por Solon Vieira, A Hora do Mução é substituído por um programa musical comandado por Baden Powell e o Ponto de Encontro é levado ao ar sem apresentador, apenas com a execução de músicas e a participação dos ouvintes via WhatsApp. Também ocorre a estreia d'O Que Tem de Bom. Além disso, sua equipe esportiva é extinta definitivamente.
Em 1.º de janeiro de 2018, a SomZoom Sat Sobral encerra suas atividades na frequência 91,3 MHz e é substituída pela Rádio ECOA.
Em 3 de novembro de 2019, entra no ar em caráter experimental na Grande Fortaleza a FM 107,5 MHz, migrante da Rádio Litoral AM 1100 de Cascavel, que retransmitia a programação da SomZoom Sat desde 2017, voltando a engatar com a rede em 2 de dezembro atendendo como Agora FM. Ela deixou de retransmitir a rede em 10 de fevereiro de 2020.